# Шахмурадян, Арменак Саркисович
Шахмурадян, Арменак Саркисович (Сергеевич) (1878, Муш, Западная Армения — 14 сентября 1939, Париж) — армянский оперный певец (тенор). Один из выдающихся представителей школы Комитаса, соединяющей европейскую вокальную технику с традициями армянского народного искусства.
Родился в 1878 году, в семье кузнеца Серго (Саркиса). С 8-летнего возраста пел в церковном хоре, откуда его отправили в Эчмиадзин, в семинарию Геворкян. Здесь  Арменак  становится солистом хора известного армянского композитора Христофора Кара-Мурзы, а также знакомится с Комитасом.
Окончил парижскую Консерваторию (1910), брал уроки пения у П. Виардо-Гарсиа. Дебютировал в Париже с партией Фауста (1910) в театре «Гранд-Опера», где пел в течение двух лет. В дальнейшем выступал как концертный певец, исполняя с большим успехом арии из опер, песни (особенно армянские народные) и романсы.  Продолжая карьеру блестящего тенора,  Арменак  гастролирует по всему миру, покоряя лучшие сцены. Его голос звучит в Бостоне, Сан-Франциско, Фрезно, Детройте, Нью-Йорке (с 1914 жил в США), Манчестере, Лондоне, Женеве, Цюрихе, Брюсселе, Антверпене, Багдаде, Тегеране, Калькутте…
В 1930 г. Шахмурадян возвращается в Париж, где находит своего учителя Комитаса в психиатрической клинике. Для него большим ударом явилась бесславная кончина великого композитора, окончательно добившая певца. В 1939 году в той же клинике, вследствие той же болезни, скончался сам Шахмурадян.
Среди исполненных Шахмурадяном песен- «Крунк», «Ов арек», «Антуни», «Гарун а», «Айастан», «Киликия».

## Дискография
- Поет Арменак Шахмурадян: Песни Комитаса (фирма "Мелодия", 1968, записи 1912 г.)
- The Voice of Komitas Vardapet - Песни Комитаса в исполнении автора, А. Шахмурадяна и В. Тер-Аракеляна (зап. в Париже в 1912 г.). Traditional Crossroards, 1995, США.
- Голос Армении: Комитас. Том 1 (Поют Комитас и Арменак Шахмурадян). SomeWax Recordings, 2004